# Dayton (Texas)
Dayton és una població dels Estats Units a l'estat de Texas. Segons el cens del 2000 tenia 5.709 habitants.

## Demografia
Segons el cens del 2000, Dayton tenia 5.709 habitants, 2.129 habitatges, i 1.517 famílies. La densitat de població era de 199,7 habitants/km².
Dels 2.129 habitatges en un 37,4% hi vivien nens de menys de 18 anys, en un 50,5% hi vivien parelles casades, en un 16,4% dones solteres, i en un 28,7% no eren unitats familiars. En el 25,2% dels habitatges hi vivien persones soles el 12,1% de les quals corresponia a persones de 65 anys o més que vivien soles. El nombre mitjà de persones vivint en cada habitatge era de 2,66 i el nombre mitjà de persones que vivien en cada família era de 3,18.
Per edats la població es repartia de la següent manera: un 30% tenia menys de 18 anys, un 9,7% entre 18 i 24, un 28,2% entre 25 i 44, un 20,2% de 45 a 60 i un 12% 65 anys o més.
L'edat mediana era de 33 anys. Per cada 100 dones de 18 o més anys hi havia 87,4 homes.
La renda mediana per habitatge era de 37.401$ i la renda mediana per família de 47.250$. Els homes tenien una renda mediana de 39.075$ mentre que les dones 21.068$. La renda per capita de la població era de 16.139$. Aproximadament el 16,3% de les famílies i el 21,3% de la població estaven per davall del llindar de pobresa.

## Poblacions més properes
El següent diagrama mostra les poblacions més properes.